# پترا مارتینس
پترا مارتینِس پِرِس (اسپانیایی: Petra Martínez Pérez‎؛ زادهٔ ۲۴ ژوئن ۱۹۴۴) بازیگر اهل اسپانیا است.
وی سابقه حرفه‌ای طولانی مدت در صحنه، فیلم و تلویزیون دارد.

از فیلم‌ها یا مجموعه‌های تلویزیونی که وی در آن‌ها نقش داشته است، می‌توان به انزوا، پترا، درختان نخل در برف و دردسر قریب‌الوقوع اشاره نمود.